# Batalla de Shusha (2020)
La batalla de Shusha (en azerí: Şuşa döyüşü; Şuşa uğrunda döyüş, en armenio: Շուշիի ճակատամարտ, romanizado: Shushii chakatamart), a la que los azeríes se refieren como la liberación de Shusha (en azerí: Şuşanın azad edilməsi; Şuşanın qurtuluşu), fue una batalla librada entre las fuerzas de Azerbaiyán y la República de Artsaj, apoyada por Armenia, sobre el control de la ciudad de Shusha (en azerí: Şuşa, en armenio: Շուշի, romanizado: Shushi) y sus aldeas y alturas circundantes, durante la segunda guerra del Alto Karabaj. La región estaba controlada de facto por la República de Artsaj, pero es parte de jure de Azerbaiyán.
Avanzando desde la ciudad de Jabrayil, el ejército azerbaiyano capturó la ciudad de Hadrut a mediados de octubre. Las fuerzas azerbaiyanas avanzaron luego más al norte, ingresando al raión de Shusha. Si bien Shusha había estado bajo bombardeo desde el comienzo del conflicto, la guerra en la localidad estalló cerca de la ciudad el 29 de octubre. Azerbaiyán tomó el control de la aldea de Avetarnots, seguida de parte de la carretera estratégica Shusha-Lachín el 4 de noviembre, y las fuerzas armenias cerraron posteriormente la carretera a los civiles. Le Monde informó que la batalla se había vuelto a favor de Azerbaiyán el 6 de noviembre, a pesar de la negativa de Artsaj.
El 8 de noviembre, el presidente de Azerbaiyán, Ilham Aliyev, afirmó que las fuerzas azerbaiyanas habían tomado el control de la ciudad; Armenia negó esto.

## Antecedentes

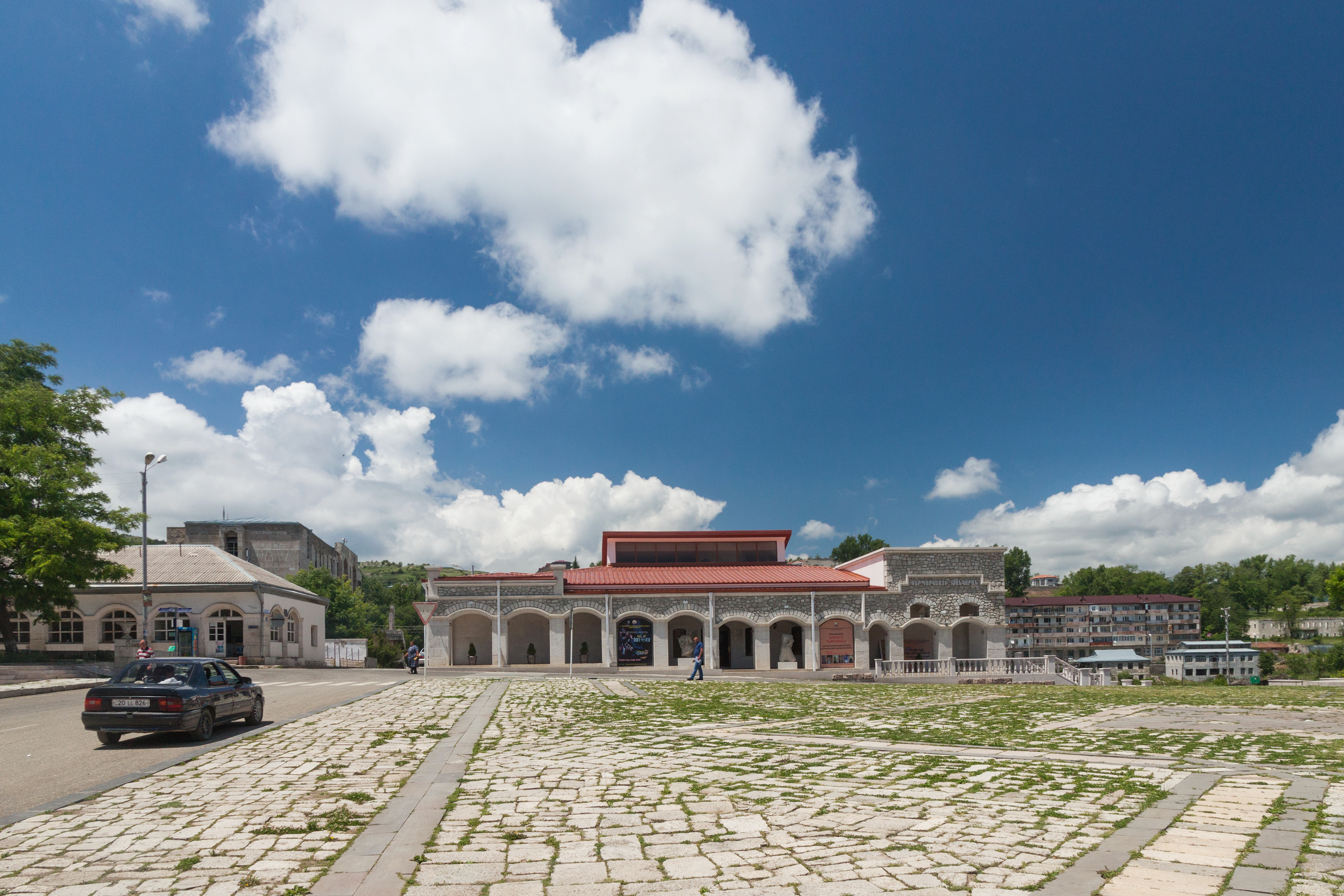
Plaza de la ciudad de Shusha en 2014.

Shusha, referida por los armenios como Shushi, es una ciudad en el Alto Karabaj, en Transcaucasia. Es parte de jure del raión de Shusha en Azerbaiyán, aunque ha estado controlada por la república de Artsaj, como parte de su provincia de Shusha, desde el final de la guerra del Alto Karabaj en 1994. La ciudad está ubicada a una altitud de 1300 a 1600 metros sobre el nivel del mar, a unos 15 kilómetros de la capital de la región Stepanakert. Los dos asentamientos están separados por un valle, y Shusha, situado en un terreno montañoso que domina la región, ha sido descrito como una «elevación estratégica desde donde se podría mantener bajo control a todo el Alto Karabaj». La estratégica ciudad es conocida popularmente como una «inexpugnable» fortaleza montañosa por armenios y azerbaiyanos. Una carretera clave que conecta Goris en la provincia de Syunik', al sur de Armenia, con Stepanakert pasando por el corredor de Lachin a través de Shusha; la única otra carretera importante que conecta Armenia con el Alto Karabaj pasa por las montañas Murovdag en el septentrional raión de Kalbajar.
En 1923, durante el gobierno soviético, se creó el Óblast autónomo del Alto Karabaj (OAAK), con Shusha, una ciudad predominantemente poblada por azerbaiyanos, elegida como su centro administrativo. En febrero de 1988, el gobierno de la OAAK de mayoría armenia votó a favor de separarse de Azerbaiyán y unificarse con Armenia, lo que llevó a un conflicto étnico y territorial más amplio entre armenios y azerbaiyanos que vivían en la Unión Soviética. Después del colapso de la Unión Soviética en 1991, los armenios y azerbaiyanos compitieron por tomar el control de Karabaj y la lucha se había convertido en una guerra a gran escala a principios de 1992. Para entonces, el enclave había declarado su independencia y establecido un gobierno. El 8 de mayo de 1992, las fuerzas armenias capturaron Shusha y su población azerbaiyana, que constituía el 85,5% de la población de la ciudad en 1979, se vio obligada a huir.
Shusha tiene un gran significado cultural para los azerbaiyanos, quienes consideran que la ciudad es su capital histórica en la región, lo que ha llevado a algunos a describirla como el «San Petersburgo de Azerbaiyán». El presidente de Azerbaiyán, Ilham Aliyev, ha descrito con frecuencia la recuperación de la ciudad como uno de los objetivos clave de la guerra. En una entrevista del 16 de octubre con la televisión turca, Aliyev dijo que «sin Shusha nuestra causa quedaría inconclusa», mientras que el presidente de Artsaj, Arayik Harutyunián, ha llamado a Shusha «uno de los mayores legados que hemos heredado de nuestros antepasados». A pesar de la importancia simbólica de la ciudad, el analista azerbaiyano del International Crisis Group, Zaur Shiriyev, ha declarado que no está claro si la captura de Shusha es un objetivo militar o político.

## Preludio
El 27 de septiembre de 2020, estallaron enfrentamientos en la disputada región del Alto Karabaj, que está controlada de facto por la República de Artsaj, pero que de jure forma parte de Azerbaiyán. Las fuerzas azerbaiyanas avanzaron primero en los raiones de Fuzuli y Jabrayil, y luego tomaron sus respectivos centros administrativos. Desde allí, se trasladaron a Hadrut. Después de capturar Hadrut, se trasladaron más al norte, al raión de Shusha.
Shusha estuvo bajo bombardeo desde el comienzo de la guerra. El 8 de octubre, la catedral de Ghazanchetsots en Shusha fue objeto de repetidos bombardeos y resultó gravemente dañada. El 17 de octubre, ese día Shusha había sido disparado y bombardeado al amanecer. El 25 de octubre, las autoridades de Artsaj declararon que las fuerzas azerbaiyanas estaban bombardeando varias aldeas de la provincia de Askeran, cerca de Shusha. El 28 de octubre, las autoridades de Artsaj declararon que las fuerzas azerbaiyanas estaban bombardeando Shusha y que la situación en Avetarnots era tensa.
El 29 de octubre, el Ministerio de Defensa de Armenia declaró que se estaban produciendo enfrentamientos en Avetarnots, pocos kilómetros al sur de Shusha. Por la noche, el presidente de Artsaj, Arayik Harutyunyan, declaró que las fuerzas azerbaiyanas ya se encontraban a 5 kilómetros de Shusha, la segunda ciudad más grande del Alto Karabaj. El 30 de octubre, se informó que estallaron enfrentamientos cerca de Shusha. El 30 de octubre, un corresponsal de la Abkhazian Network News Agency informó que se escucharon poderosas explosiones cerca de Shusha y Stepanakert. El 31 de octubre, las autoridades de Artsaj declararon que las fuerzas azerbaiyanas estaban bombardeando Shusha. El 2 de noviembre, el Ministerio de Defensa de Armenia declaró que se estaban produciendo feroces enfrentamientos cerca de Shusha.

## Batalla
El 4 de noviembre, las autoridades armenias informaron de que continuaban los enfrentamientos cerca de Shusha. Posteriormente, las fuerzas armenias cerraron la carretera Shusha-Lachin para los civiles; así lo confirmó Reporteros sin Fronteras. El 5 de noviembre, las autoridades armenias declararon que Shusha había sido bombardeado fuertemente por la mañana. El 6 de noviembre, las autoridades de Artsaj declararon que continuaban los enfrentamientos cerca de Shusha. El 6 de noviembre, Le Monde informó que la batalla se había vuelto a favor de Azerbaiyán, a pesar de la negativa de Artsaj. Al día siguiente, miles de armenios huyeron de Shusha y de la vecina Stepanakert. Las autoridades armenias declararon que durante la noche se llevaron a cabo feroces combates cerca de Shusha, y también afirmaron que se frustraron varios ataques de Azerbaiyán. El 8 de noviembre, el presidente de Azerbaiyán, Ilham Aliyev, anunció que las fuerzas azerbaiyanas habían tomado el control de la ciudad. Las autoridades armenias lo negaron, afirmando que los combates continuaban dentro y fuera de la ciudad. El 9 de noviembre, un periodista de guerra ruso informó, desde la línea del frente en Shusha, que la ciudad no estaba actualmente controlada por las fuerzas azerbaiyanas y que la batalla estaba en curso.

## Bajas

### Armenias
Armenia no ha comentado sobre sus bajas militares en la batalla. A pesar de esto, Azeri Daily, un sitio web con sede en Bakú y afiliado al gobierno, aparentemente citando fuentes militares, afirmó que más de 800 cadáveres de soldados armenios fueron abandonados en la ciudad, y que el Ministerio de Defensa de Azerbaiyán había hecho un llamamiento al Ministerio de Defensa de Armenia para transferir estos cadáveres al lado armenio.

### Azerbaiyanas
Azerbaiyán no ha revelado sus bajas militares desde el comienzo de la guerra. Aunque, las autoridades armenias afirmaron que al menos 200 soldados azerbaiyanos murieron durante la batalla.

## Reacciones

### Domésticas
El 8 de noviembre, el presidente de Azerbaiyán, Ilham Aliyev, anunció que los azerbaiyanos tomaron el control de Shusha, lo que fue recibido con celebraciones en las calles de Bakú cuando los azerbaiyanos se reunieron para ondear banderas y cantar, mientras los conductores tocaban las bocinas de sus autos. Los barcos amarrados en la bahía de Bakú tocaron la bocina en honor al evento.

### Internacionales
El 8 de noviembre, después del anuncio de Aliyev, el presidente turco Recep Tayyip Erdoğan, mientras se dirigía a la multitud en Kocaeli, felicitó a Azerbaiyán y afirmó que creía que era una «señal de que el resto de las tierras ocupadas también serán liberadas pronto». El 9 de noviembre, el parlamentario iraní Ahmad Alirezabeigi declaró que la «liberación de la ciudad de Shusha de la ocupación demostró que se ha restablecido la justicia», y agregó que estaba «orgulloso y feliz» por la ocasión.